# Ciak d'oro 2014
La 28ª edizione dei Ciak d'oro si è tenuta il 4 giugno 2014.

## Vincitori e candidati
I vincitori sono indicati in grassetto, a seguire gli altri candidati.

### Miglior film
- La grande bellezza di Paolo Sorrentino

### Miglior regista
- Paolo Virzì - Il capitale umano

### Migliore attore protagonista
- Toni Servillo - La grande bellezza

### Migliore attrice protagonista
- Valeria Bruni Tedeschi - Il capitale umano

### Migliore attore non protagonista
- Carlo Verdone - La grande bellezza
  - Alessandro Haber - L'ultima ruota del carro
  - Fabrizio Gifuni - Il capitale umano
  - Filippo Scicchitano - Allacciate le cinture
  - Paolo Calabresi - Smetto quando voglio

### Migliore attrice non protagonista
- Sabrina Ferilli - La grande bellezza
  - Francesca Inaudi - La mossa del pinguino
  - Giuliana Lojodice - Una piccola impresa meridionale
  - Matilde Gioli - Il capitale umano
  - Paola Minaccioni - Allacciate le cinture

### Migliore produttore
- Francesca Cima e Nicola Giuliano - La grande bellezza
  - Mario Gianani e Lorenzo Mieli - La mafia uccide solo d'estate
  - Riccardo Scamarcio e Viola Prestieri - Miele
  - Domenico Procacci e Matteo Rovere - Smetto quando voglio
  - Pietro Valsecchi- Sole a catinelle

### Migliore opera prima
- Valeria Golino - Miele

### Migliore sceneggiatura
- Paolo Virzì, Francesco Bruni, Francesco Piccolo - Il capitale umano
  - Umberto Contarello, Paolo Sorrentino - La grande bellezza
  - Michele Astori, Pif, Marco Martani - La mafia uccide solo d'estate
  - Valeria Golino, Francesca Marciano, Valia Santella - Miele
  - Valerio Attanasio, Andrea Garello, Sydney Sibilia - Smetto quando voglio

### Migliore fotografia
- Luca Bigazzi - La grande bellezza
  - Claudio Collepiccolo - Anni felici
  - Michele D'Attanasio - In grazia di Dio
  - Gianfranco Rosi - Sacro GRA
  - Daniele Ciprì - Salvo

### Migliore sonoro
- Gianfranco Rosi - Sacro GRA
  - Marco Grillo, Mirko Pantalla, Fabio Conca - Allacciate le cinture
  - Roberto Mozzarelli, Emanuele Gualtiero Chiappa - Il capitale umano
  - Remo Ugolinelli, Alessandro Palmerini, Luigi Melchionda - L'ultima ruota del carro
  - Emanuele Cecere - Miele

### Migliore scenografia
- Stefania Cella - La grande bellezza
  - Giancarlo Basili - Anni felici
  - Tonino Zera - L'ultima ruota del carro
  - Marcello Di Carlo - La mafia uccide solo d'estate
  - Marco Dentici - Salvo

### Migliore montaggio
- Cecilia Zanuso - Il capitale umano
  - Cristiano Travaglioli - La mafia uccide solo d'estate
  - Giogiò Franchini - Miele
  - Jacopo Quadri - Sacro GRA
  - Gianni Vezzosi - Smetto quando voglio

### Migliore costumi
- Daniela Ciancio - La grande bellezza
  - Maria Rita Barbera - Anni felici
  - Bettina Pontiggia - Il capitale umano
  - Gemma Mascagni - L'ultima ruota del carro
  - Cristiana Ricceri - La mafia uccide solo d'estate

### Migliore colonna sonora
- Pasquale Catalano - Allacciate le cinture
  - Franco Piersanti - Anni felici
  - Carlo Virzì - Il capitale umano
  - Lele Marchitelli - Noi 4
  - Andrea Farri - Smetto quando voglio

### Ciak d'oro per il migliore manifesto
- Smetto quando voglio

### Migliore film straniero
- La vita di Adele (La Vie d'Adèle - Chapitres 1 & 2)  di Abdellatif Kechiche

### Ciak d'oro Mini/Skoda Bello & Invisibile
- L'arte della felicità di Alessandro Rak

### Ciak d'oro alla rivelazione dell'anno
- Smetto quando voglio di Sydney Sibilia

### Ciak d'oro per la migliore canzone originale
Tutta colpa di Freud di Daniele Silvestri - Tutta colpa di Freud
- Ecco che di Elisa - L'ultima ruota del carro
- Torino sulla luna di Dente - La luna su Torino
- Arriverà dei Modà e Emma Marrone - Salvo
- Cumu dei Fratelli Mancuso - Via Castellana Bandiera

### Ciak d'oro Alice giovani
- La mafia uccide solo d'estate di Pif

### Ciak d'oro alla carriera
- non assegnato

### Super Ciak d'oro
- Monica Bellucci e Claudio Amendola